# Carl Henrik Anckarsvärd

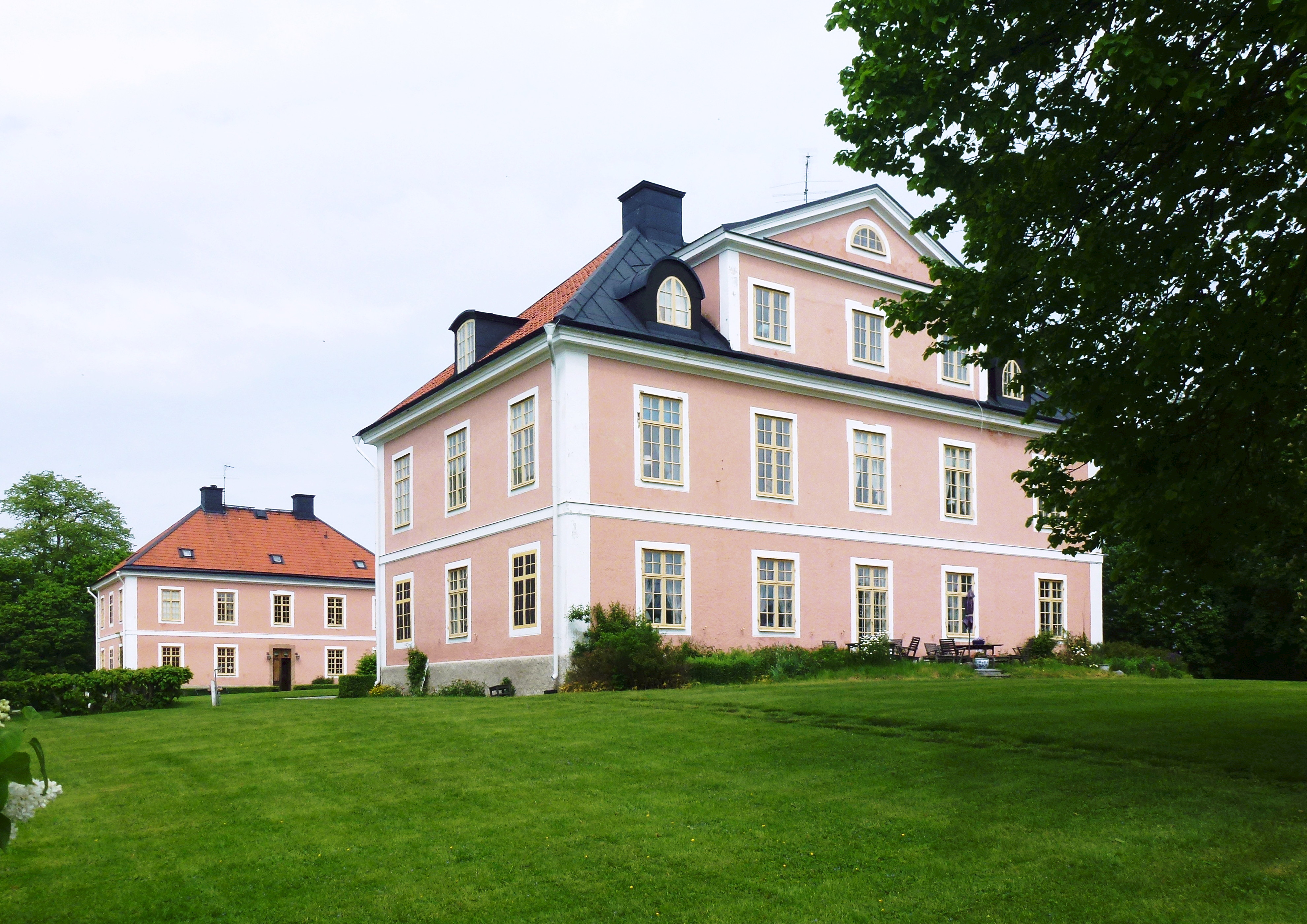
Fållnäs gård, ägdes av Anckarsvärd mellan 1809 och 1865.

Carl Henrik Anckarsvärd, född 22 april 1782 på Sveaborg, Finland, död 25 januari 1865 i Sorunda församling, Stockholms län, var en svensk greve, militär, politiker och skriftställare.

## Biografi
Carl Henrik Anckarsvärd föddes på Sveaborgs fästning som son till kommendanten och anjalamannen Mikael Anckarsvärd och hans hustru Ebba Karolina von Segebaden. Redan vid tre års ålder inskrevs han som officer, och trädde som sextonåring i aktiv tjänst som fänrik vid Svea livgarde. Efter att vid 1800 ha gjort en utrikes resa, åtföljde han 1803 som legationskavaljer sin blivande svärfar friherre Carl Göran Bonde, på dennes beskickning till Sankt Petersburg.
1806 upphöjdes han jämte sin far i friherrligt stånd, och deltog i gardet under fälttåget till Tyskland 1805 och 1806 och var vid utbrottet av 1808 års krig överadjutant och major i armén.
Genom sin delaktighet i statsvälvningen 1809, påskyndades Anckarsvärds befordringar. År 1809 utnämndes han till överstelöjtnant i armén och 1810 till överste vid Närkes regemente. År 1813 fick han anställning som generaladjutant vid kronprins Karl Johans stab. Under fälttåget 1813 skrev han till Karl Johan ett brev från fältlägret vid Berndorff, där han i skarpa ordalag kritiserade kriget och Sveriges politik, ett brev som kronprinsen tog väldigt illa upp av. Under natten efter ankomsten av detsamma inkallade han ett krigsråd, och flera i detta råd tillstyrkte stränga straff mot Anckarsvärd. Karl Johan nöjde sig dock med att snarast hemkalla Anckarsvärd under bevakning och därefter tvinga honom till avsked.
Vid 1817 års riksdag uppträdde Anckarsvärd först som parlamentarisk ledare. Han slöt sig till den dåvarande riddarhusoppositionen, vars huvudman då var greve Fredrik Bogislaus von Schwerin, och förde ett kraftigare språk, än man på långa tider varit van att höra på riddarhuset. Kungen försökte åtala Anckarsvärd för högmålsbrott, därför att denne i en klagoskrift kallat några styrelseåtgärder landsfördärfliga. Åklagaren yrkade på dödsstraff, men efter att det orimliga i åtalet uppenbarat sig frikändes Anckarsvärd. Anckarsvärds popularitet bland allmänheten och oppositionspressen stärktes härav, och vid 1823 års riksdag var hans inflytande ganska starkt. Bland annat invaldes han i statsrevisionen. Efter riksdagens slut gjorde han i en offentlig skrift som ingavs både till justitieombudsmannen och som bilaga till statsrevisionens protokoll, gällande att lagstridiga handlingar ej få åtlydas. Med stöd härav yrkade han åtal för de tjänstemän, vilka på grund av en statssekreterares befallning vägrat honom tillgång till vissa officiella handlingar, och fast åtalet ej vann framgång, torde väckandet och den härmed följande diskussionen ha gett ökat stöd för en helgd av tryckfriheten.
Vid 1828–30 års riksdag spelade Anckarsvärd en så betydande roll, att man på sina håll väntade, att en ny regering med Anckarsvärd som ledande själ. Det visade sig dock, att han inte var i besittning av några egentliga ledaregenskaper, och av en obetydlig anledning lämnade Anckarsvärd mitt under riksdagen sin pollett på riddarhuset. Efter dess slut fäste han ånyo uppmärksamheten på sig genom sin i förening med Johan Gabriel Richert 1830 utgivna skrift med förslag till nationalrepresentation, som ville upphäva ståndsprincipen i riksdagen, vilken skulle delas i två avdelningar: Stora nämnden och Pröfningsnämnden, närmast efter den norska grundlagens mönster. Med anledning av de angrepp, för vilka han härför blev utsatt, utvecklade han 1833 närmare sina åsikter i Politisk trosbekännelse, vilken väckte ett oerhört uppseende och krav på en representationsreform.
Under den stormiga tid, som följde på gatuoroligheterna i Stockholm 1838, fanns åtskilliga rykten om en koalition, vars planer skulle gå ut på att förmå Karl XIV Johan att abdikera och att istället upphöja på tronen kronprins Oscar som i åtskilliga fall visat liberala tendenser. Oppositionen kom inte tillräckligt förberedd till 1840–41 års riksdag och lyckades inte, trots sin majoritet, förändra regeringsformen. Man kunde nu visserligen välja in en rad liberala politiker i utskotten, och Anckarsvärd blev ordförande i konstitutionsutskottet, som ställde flera av kungens rådgivare inför riksrätt och tvingade fram ett representationsförslag, som dock vid följande riksdag föll, då det endast fick majoritet i borgar- och bondestånden.
Härmed var Anckarsvärds mer framträdande politiska bana slut, men han fortsatte bevista Reformmötena i Örebro 1849–53. Vid slutet av sin levnad bidrog han till att blåsa liv i den så kallade ståthållarstriden genom sin motion om en sådan ändring av förhållandet mellan Sverige och Norge, att Sveriges ställning som huvudland i unionen kom bättre till sin rätt. Han hann aldrig uppleva representationsreformens slutliga seger, men hann dock se den framlagd på bordet i form av en kunglig proposition innan han avled i Stockholm 25 januari 1865.
Anckarsvärd gifte sig år 1810 med Charlotte Bonde.